# Hanyin
Hanyin är ett härad som lyder under Ankangs stad på prefekturnivå i Shaanxi-provinsen i norra Kina.